# سیارک ۸۰۵۶
سیارک ۸۰۵۶ (به انگلیسی: 8056 Tieck، نامگذاری:6038P-L) هشت هزار و پنجاه و ششمین سیارک کشف شده‌است که در ۲۴ سپتامبر ۱۹۶۰ کشف شد.
قدر مطلق سیارک برابر ۱۳٫۷۰ است.